# Seitenbacher

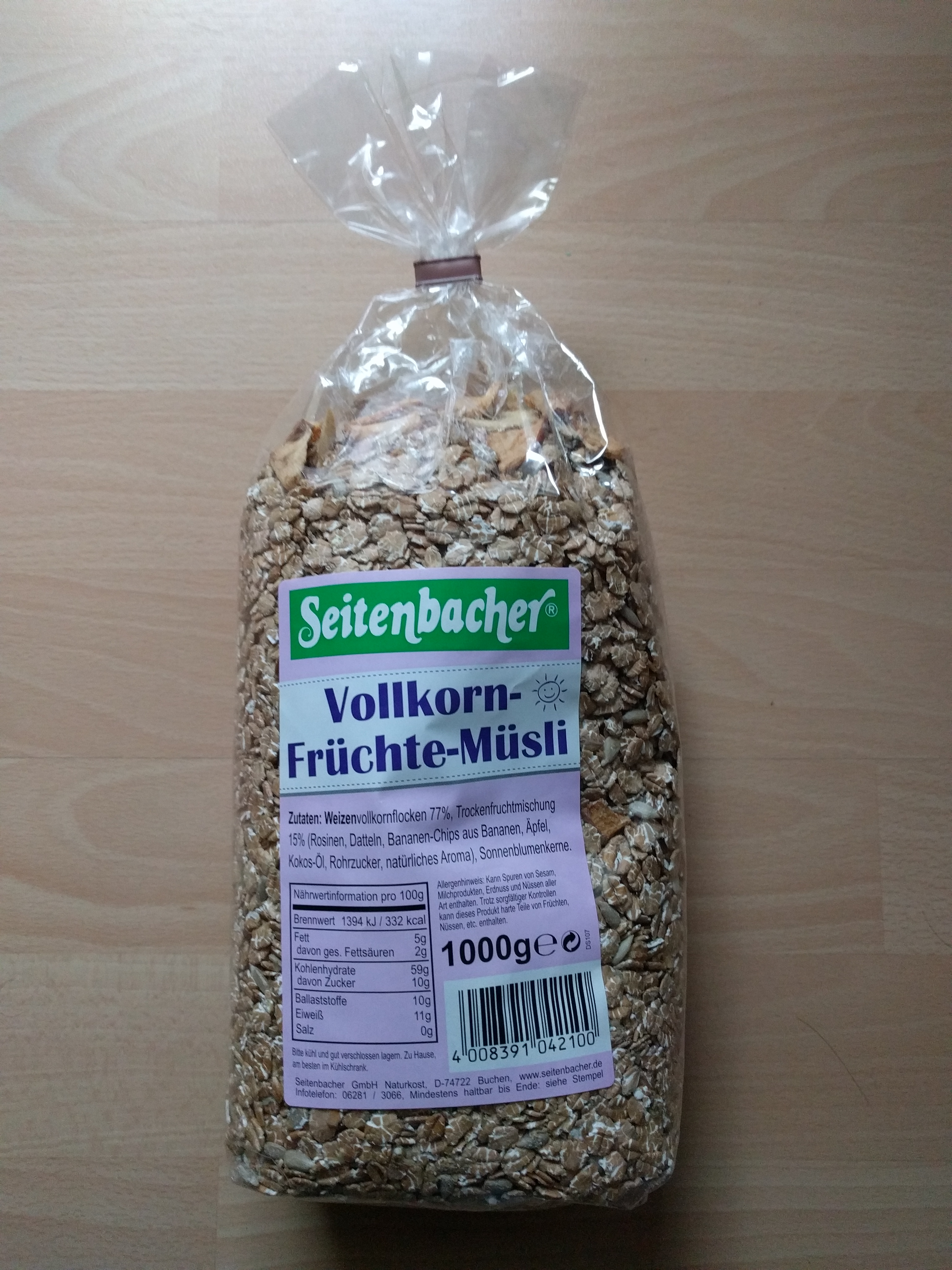
Müslipackung

Die Seitenbacher KG Naturkost ist ein deutsches Lebensmittelunternehmen mit Sitz in Buchen, Baden-Württemberg. Es ist vor allem für seine ungewöhnlichen Radio-Werbespots bekannt. Das Unternehmen befindet sich im Alleinbesitz von Willi Pfannenschwarz.

## Geschichte
Das Unternehmen Seitenbacher wurde 1980 vom gelernten Müller Willi Pfannenschwarz in Waldenbuch (Baden-Württemberg) gegründet und ist nach einem dortigen Bach, dem Seitenbach, benannt. Die Gruppe besteht heute aus der Seitenbacher GmbH & Co. KG Naturkost, der Seitenbacher Vertriebs GmbH, beide mit Sitz in Buchen, und der Seitenbacher America LLC mit Sitz in Odessa (Florida). Die in Insolvenz befindliche Grünsfelder Bio-Ölmühle im fränkischen Grünsfeld wurde 2010 übernommen, grundlegend umgebaut und erweitert. Das Sortiment wurde vollständig umgestellt. Der Vertrieb erfolgt unter dem Namen Seitenbacher.
Die Firma Seitenbacher macht keine Angaben zum Umsatz, zum Gewinn oder der Zahl der Mitarbeiter. Der Umsatz wird auf 60 Mio. Euro für das Jahr 2020 geschätzt, was einem Marktanteil von 10 % am deutschen Müsli-Markt entsprechen würde. Der Werbeaufwand wird auf 12 Mio. Euro geschätzt.

## Produkte
Seitenbacher bietet verschiedene Lebensmittel an, darunter auch Bio-Produkte. Den größten Anteil am Sortiment haben Müslisorten; es werden zudem Nudeln, Sauerteig, Backmischungen, Getreide-Burger, Fruchtgummisorten, Riegel, Sämereien, Knabberwaren, Schoko-Cerealien, Honig, Kaffee, Kekse, Suppen, Vitaminkapseln und Speiseöle angeboten.

## Radio-Werbespots
Das Unternehmen erlangte vor allem durch seine ungewöhnlichen, amateurhaft wirkenden Radio-Werbespots Bekanntheit. Diese werden meist vom Firmenchef Willi Pfannenschwarz persönlich gesprochen und im eigenen Tonstudio im Keller aufgenommen. Sie sind wegen ihres ausgeprägten Dialekts, der leiernden Vortragsweise und ihrer simplen Werbeslogans (zum Beispiel das 1996 von seiner damals zehnjährigen Tochter gesprochene „Seitenbacher-Müsli – lecker, lecker, lecker!“ oder das von Pfannenschwarz selbst vorgetragene „Seitenbacher-Müsli, woisch, des isch des Müsli von dem Seitebacher!“) einprägsam. Die Spots werden regelmäßig deutschlandweit gesendet. Laut einer Untersuchung des SWR-Magazins Marktcheck polarisieren die Werbespots des Unternehmens.

### Rezeption
Andreas Müller, Willy Astor und Paul Panzer parodierten in ihren Comedy-Programmen die auffallende Sprechweise und die simplen Slogans. Die Seitenbacher GmbH betreibt daher auch Sponsoring auf der Comedy-Tournee von Müller. Auch Ralph Ruthe griff die Werbung in seinem Videoclip Werbeparodien auf. Des Weiteren lehnte sich ein Trailer im ZDF an die Seitenbacher-Werbung an. Außerdem benutzt der Song West Berlin der Band Die Ärzte in Anspielung auf das Klischee von Schwaben in Berlin ein Sample aus der Seitenbacher-Werbung, den Ausspruch „Woisch Karle“. Der Krimiautor Manfred Bomm bezog sich in seiner Eigenwerbung für eine Lesung auf die Seitenbacher-Öl-Reklame.

## Mogelpackung 2020
Die Verbraucherzentrale Hamburg vergibt jedes Jahr den Negativpreis „Mogelpackung des Jahres“. Im Jahr 2020 ging der Preis an Seitenbacher für das Produkt „Frucht Müsli“. Mehr als die Hälfte aller Verbraucher, die an der Abstimmung teilnahmen, entschieden sich für dieses Produkt. Grund war die Reduzierung des Inhalts bei gleichzeitiger Preiserhöhung im Handel. Dem Vorwurf des Wuchers entging Seitenbacher, weil der Preis nicht verdoppelt, sondern nur um 75 % erhöht wurde.

## Kritik
Im Test des Magazins Öko-Test (Ausgabe Januar 2022) erhielten die Produkte Seitenbacher Müsli glutenfrei und Seitenbacher Verwöhner Mischung wegen des Nachweises von Spuren von 31 (Seitenbacher Müsli glutenfrei) bzw. 27 (Seitenbacher Verwöhner Mischung) zum Teil in der Europäischen Union nicht zugelassener Pestizide die Bewertung ungenügend, während sich beim Produkt Seitenbacher Bio Natur Bio-Müsli Frühstücks Mischung keine Beanstandungen ergaben.